# Lisianthius
Lisianthius es un género  de plantas con flores perteneciente a la familia Gentianaceae. Comprende 154 especies descritas y de estas, solo 24 aceptadas. Es el único género de la subtribu Lisianthiinae. Se distribuye por México, Centroamérica y las Antillas. 

## Descripción
Son arbustos coloridos , hierbas sufruticosas o rara vez hierbas anuales. Hojas opuestas, pecioladas a subsésiles o sésiles y generalmente abrazadoras. Inflorescencias en dicasios, terminales y/o axilares, generalmente varias veces compuestas, abiertas y difusas a muy comprimidas y amontonadas y a veces aparentando ser capitadas o umbeladas, u ocasionalmente reducidas a pocas o una flor, flores 5-meras, ampliamente divergentes a nutantes o péndulas, a veces ascendentes o erectas; lobos del cáliz en general solo fusionados en la base, raramente unidos hasta la mitad; corola tubular a tubular-infundibuliforme o tubular-campanulada o hipocraterimorfa, amarilla o a veces verdosa, rojo pálida o negro-purpúrea, lobos patentes o recurvados; estambres generalmente adheridos a la 1/2 inferior del tubo pero raramente en la 1/4 parte superior, en general exertos del tubo y a veces más largos que los lobos de la corola, filamentos alargados, filiformes o ligeramente ensanchados en la base, desiguales o a veces iguales; ovario oblongo-elipsoide o raramente ovoide, 1-locular o 2-locular con la placenta ligeramente entrando en la cavidad, estilo filiforme, estigma capitado o toruloso. Cápsula típicamente fusiforme u oblongo-elipsoide pero raramente ovoide, rostrada, parcialmente rodeada por el cáliz persistente y por la corola marchita; semillas pequeñas, anguladas, alveoladas con las crestas generalmente cubiertas por abundantes protuberancias espinosas.

## Taxonomía
El género fue descrito por  Patrick Browne y publicado en The Civil and Natural History of Jamaica in Three Parts 157, pl. 9. 1756.

## Especies seleccionadas
- Lisianthius acuminatus
- Lisianthius acutangulus
- Lisianthius acutilobus
- Lisianthius adamsii
- Lisianthius alatus
- Lisianthius albus
- Lisianthius seemanii
- Lisianthius russellianus